# Li (etnia)
Los li (en chino simplificado, 黎族; pinyin, Lí zú), o hlai, son una de las 56 minorías étnicas oficialmente reconocidas por el gobierno de la República Popular China. La población aproximada es de 1 300 000 personas. Sus principales asentamientos están en la isla de Hainan en la que son la minoría más importante. 
Se dividen en cinco ramas: los qi, los ha, los run, los sai y los meifu. Étnicamente guardan una estrecha relación con los zhuang, buyei, sui, dong y los dai. Incluso los diferentes idiomas de estas etnias tienen parecidos gramaticales y de pronunciación.

## Idioma
Los li tienen su propio idioma, el idioma li, perteneciente a la familia de las lenguas tai-kadai. Antes de 1957 no existía ningún sistema de escritura para la lengua li y se adoptó el alfabeto latino. Sin embargo, la mayoría de los li utiliza con regularidad el idioma mandarín.

## Historia
Ya antes de la dinastía Qin, los antepasados de los li se trasladaron hasta Hainan procedentes de las regiones en las que se encuentran las actuales provincias de Guangdong y Guangxi. Algunos restos arqueológicos sitúan su llegada a la isla hace aproximadamente 3000 años.
Durante la dinastía Sui se les conocía como liliao. No fue hasta la dinastía Song que se les empezó a denominar como li. En la isla de Hainan se estableció un sistema feudal que oprimía a los li. Estos mostraron su descontento, protagonizando diversas revueltas. 
Durante las dinastías Ming y Qing, los li protagonizaron un total de 14 rebeliones. Después de la guerra del Opio, la isla quedó invadida por tropas extranjeras que ignoraron las demandas de los li.
En julio de 1952 el gobierno chino estableció la prefectura autónoma Li-Miao de Hainan. El establecimiento de la prefactura trajo consigo una serie de ayudas gubernamentales para fomentar el desarrollo económico de la zona. Se realizó asimismo una reforma territorial y se iniciaron numerosos proyectos para potenciar la agricultura local.

## Cultura
Aunque en la actualidad solo se utiliza en festivales y ceremonias, la vestimenta típica de los li tiene un estilo único. Los hombres visten con chaquetas sin cuello abrochadas por delante, mientras que las mujeres blusas y faldas que llegan a la altura de la rodilla. Algunas mujeres utilizan tatuajes para maquillar sus rostros. Suelen enrollar el pelo por detrás de la nuca y sujetarlo con agujas decorativas.
Cuando un miembro de la etnia muere, se anuncia su defunción mediante disparos de pistola. El cuerpo se deposita en un ataúd hecho de un único tronco y se entierra al cadáver en el cementerio local.
Siguen usando un antiguo calendario que se basa en ciclos de 12 días. Cada uno de los días recibe el nombre de un animal.
Los li desarrollaron uno de los sistemas de tejido más antiguos de toda China, con una antigüedad de casi 3 mil años, especializados en el tejido de la seda. Sus brocados tienen una antigua reputación ya que son trabajos muy elaborados y de una belleza exquisita. Desde 2006, el brocado li se encuentra incluido en la Lista Nacional del Patrimonio Cultural Inmaterial de China; y, desde 2009, en Lista del Patrimonio Cultural Inmaterial que requiere medidas urgentes de salvaguardia.
Son famosos también por su conocimiento en la utilización de las hierbas medicinales.

## Religión
La mayoría de los li cree en dioses locales. El culto a los antepasados está fuertemente arraigado en la comunidad; creen que los espíritus de sus predecesores les protegen de todos los males. También rinden culto a los dioses y espíritus de la tierra. Muchos li creían también en la brujería; esta creencia quedó prohibida a partir de 1950.